# Quận Red Lake, Minnesota

Tháp tuổi theo điều tra dân số năm 2000.

Quận Red Lake là một quận thuộc tiểu bang Minnesota, Hoa Kỳ.
Quận này được đặt tên theo. Theo điều tra dân số của Cục điều tra dân số Hoa Kỳ năm 2000, quận có dân số 4299 người. Quận lỵ đóng ở Red Lake Falls6.

## Địa lý
Theo Cục điều tra dân số Hoa Kỳ, quận có diện tích 1120 km2, trong đó có 0,02% là diện tích mặt nước.